# Christoph Friedrich Bruno
Christoph Friedrich Bruno (geb. um 1700 in Waldau; gest. am 8. Dezember 1763 in Königsberg (Preußen)) war ein preußischer Landrat.

## Leben
Im Mai 1718 immatrikulierte er sich an der Universität Königsberg. 1733 wurde er ostpreußischer Steuereinnehmer und seit 1737 war er Kreisrat mit Sitz in Mohrungen. Von 1752 bis 1753 amtierte er als Landrat der Kreise Marienwerder und Mohrungen. Im Juni 1753 übernahm er den Posten als Kriegs- und Domänenrat in Königsberg. Weiterhin zeichnete er verantwortlich für die Kammer des Kontributionswesens und des Militärdepartements.